# Euplexia debilis
Euplexia debilis är en fjärilsart som beskrevs av Butler 1879. Euplexia debilis ingår i släktet Euplexia och familjen nattflyn. Inga underarter finns listade i Catalogue of Life.